# کارولین راسک
کارولین راسک (انگلیسی: Caroline Rask؛ زادهٔ ۲۵ مهٔ ۱۹۹۴) بازیکن فوتبال اهل دانمارک است.
از باشگاه‌هایی که در آن بازی کرده‌است می‌توان به باشگاه فوتبال زنان آ.ث. میلان اشاره کرد.
وی همچنین در تیم‌های ملی فوتبال Denmark women's national under-17 football team, Denmark women's national under-19 football team, Denmark women's national under-23 football team، و زنان دانمارک بازی کرده‌است.